# Pfanne (Einheit)
Die Pfanne war ein Maß für Holz und Salz. Zwei verschiedene Größen bestimmten das Volumenmaß.

## Österreich
In Österreich wurde das Holz in Salzbergwerken, vorrangig im Salzkammergut, in Ischl und Hallstein danach bemessen. Es galt:
- 1 Pfanne war 127 ¾ Wiener Fuß lang, 14 ⅔ Fuß hoch und hatte 6 Fuß Scheitlänge.

Das entsprach 103 preußischer Klafter oder 11.208 Wiener Kubikfuß (354 m³).
- 1 Pfanne = 6 Stang = 48 Achtel = 48×2,5 × (1,8965 m)³ = 818,54 Kubikmeter
- 1 Achtel Holz = 2,5 Kubikklafter (österr.)[1]

## Deutschland
Im preußischen  Halle war es ein Maß für die Salzsole und so betrug im Salzwerk:
- 1 Pfanne = 5 Zober = 40 Eimer = 480 preußische Quart = 0,5496 Kubikmeter (nach[2] = 499,2 Liter)
- 1 Quart Salz = 12 Pfannen
- 48 Pfannen = 1 Stuhl[3]

Die Pfanne wurde auch nach der Sole-Qualität gerechnet. Hierzu wurden die vier Solebrunnen um den Hallmarkt in Halle, Deutscher Born, Hackeborn, Meteritz- und Gutjahrbrunnen, verglichen.
- 1 Pfanne (Deutscher Born) = 1,5 Pfannen (Gutjahrbrunnen) = 6,6 Pfannen (Hackeborn) = 9,5 Pfannen (Meteritzbrunnen)[2]